# Istanbul Cup 2020 - Qualificazioni singolare
Le qualificazioni del singolare dell'Istanbul Cup 2020 sono un torneo di tennis preliminare per accedere alla fase finale della manifestazione. Le vincitrici dell'ultimo turno entrano di diritto nel tabellone principale. In caso di ritiro di una o più giocatrici aventi diritto, subentrano i lucky loser, ossia le giocatrici che hanno perso nell'ultimo turno e che avevano una classifica più alta rispetto alle altre partecipanti che avevano perso nel turno finale.

## Teste di serie
1. Stefanie Vögele (entrata direttamente in tabellone)
2. Margarita Gasparyan (entrata direttamente in tabellone)
3. Viktoriya Tomova (entrata direttamente in tabellone)
4. Tereza Martincová (Qualificata)

1. Marta Kostjuk (ritirata)
2. Elisabetta Cocciaretto (ultimo turno)
3. Harriet Dart (ultimo turno)
4. Leonie Küng (ultimo turno)

## Qualificate
1. Eugenie Bouchard
2. Ellen Perez

1. Olga Danilović
2. Tereza Martincová

## Tabellone

### Legenda
| - Q = Qualificato - WC = Wild card - LL = Lucky loser | - ALT = Alternate - SE = Special Exempt - PR = Protected Ranking | - w/o = Walkover - r = Ritirato - d = Squalificato |

### Sezione 1
|  | Primo turno | Primo turno            | Primo turno      | Primo turno | Primo turno |  |  | Ultimo turno | Ultimo turno     | Ultimo turno     | Ultimo turno | Ultimo turno |  |
|  |             |                        |                  |             |             |  |  |              |                  |                  |              |              |  |
|  | ALT         | Ivana Jorović          | Ivana Jorović    | 2           | 69          |  |  |              |                  |                  |              |              |  |
|  | WC          | Eugenie Bouchard       | Eugenie Bouchard | 6           | 7'          |  |  | WC           | Eugenie Bouchard | Eugenie Bouchard | 6            | 6            |  |
|  |             | Giulia Gatto-Monticone | 7                | 3           | 3           |  |  | 8            | Leonie Küng      | Leonie Küng      | 4            | 4            |  |
|  | 8           | Leonie Küng            | 63               | 6           | 6           |  |  |              |                  |                  |              |              |  |

### Sezione 2
|  | Primo turno | Primo turno     | Primo turno     | Primo turno | Primo turno |  |  | Ultimo turno | Ultimo turno | Ultimo turno | Ultimo turno | Ultimo turno |  |
|  |             |                 |                 |             |             |  |  |              |              |              |              |              |  |
|  | ALT         | Ellen Perez     | Ellen Perez     | 7           | 7           |  |  |              |              |              |              |              |  |
|  |             | Arina Rodionova | Arina Rodionova | 64          | 67          |  |  | ALT          | Ellen Perez  | 2            | 6            | 6            |  |
|  |             | Başak Eraydın   | 3               | 6           | 0           |  |  | 7            | Harriet Dart | 6            | 1            | 3            |  |
|  | 7           | Harriet Dart    | 6               | 2           | 6           |  |  |              |              |              |              |              |  |

### Sezione 3
|  | Primo turno | Primo turno      | Primo turno      | Primo turno | Primo turno |  |  | Ultimo turno | Ultimo turno     | Ultimo turno     | Ultimo turno | Ultimo turno |  |
|  |             |                  |                  |             |             |  |  |              |                  |                  |              |              |  |
|  | ALT         | Dejana Radanović | Dejana Radanović | 6           | 6           |  |  |              |                  |                  |              |              |  |
|  |             | Indy de Vroome   | Indy de Vroome   | 4           | 1           |  |  | ALT          | Dejana Radanović | Dejana Radanović | 2            | 0            |  |
|  |             | Olga Danilović   | Olga Danilović   | 6           | 6           |  |  |              | Olga Danilović   | Olga Danilović   | 6            | 6            |  |
|  | ALT         | Laura Ioana Paar | Laura Ioana Paar | 1           | 1           |  |  |              |                  |                  |              |              |  |

### Sezione 4
|  | Primo turno | Primo turno            | Primo turno       | Primo turno | Primo turno |  |  | Ultimo turno | Ultimo turno           | Ultimo turno | Ultimo turno | Ultimo turno |  |
|  |             |                        |                   |             |             |  |  |              |                        |              |              |              |  |
|  | 4           | Tereza Martincová      | Tereza Martincová | 4           |             |  |  |              |                        |              |              |              |  |
|  | WC          | Zeynep Sönmez          | Zeynep Sönmez     | 1           | r           |  |  | 4            | Tereza Martincová      | 5            | 7            | 6            |  |
|  |             | Bibiane Schoofs        | 1                 | 7           | 5           |  |  | 6            | Elisabetta Cocciaretto | 7            | 5            | 3            |  |
|  | 6           | Elisabetta Cocciaretto | 6                 | 63          | 7           |  |  |              |                        |              |              |              |  |